# Hermann Balck
Hermann Balck (ur. 7 grudnia 1893 w Gdańsku-Wrzeszczu, zm. 29 listopada 1982 w Asperg) – niemiecki wojskowy, generał wojsk pancernych, żołnierz obu wojen światowych. 

## Życiorys
Do armii wstąpił 10 kwietnia 1913 roku, uzyskując przydział do 10. batalionu strzelców w Goslar. Wziął udział w I wojnie światowej, dowodząc pod jej koniec kompanią karabinów maszynowych. Wraz ze swą jednostką został przyjęty do Reichswehry. W okresie międzywojennym kontynuował karierę wojskową, 1 lutego 1938 roku mianowany podpułkownikiem. W listopadzie tego roku przeniesiony do inspektoratu wojsk szybkich (Inspektion der Schnellen Truppen). 
Po kampanii wrześniowej w październiku 1939 roku przejął dowodzenie 1 Pułku Strzelców. Wraz ze swą jednostką brał udział w kampanii francuskiej, walcząc nad Mozą, pod Sedanem i Dunkierką. W czerwcu 1940 roku odznaczony Krzyżem Rycerskim. Pod koniec roku, już w stopniu pułkownika, objął posadę dowódcy 3 Pułku Pancernego, z którym walczył w Grecji. W maju 1941 roku dowodził 2 Brygadą Pancerną.
1 listopada 1941 roku mianowany generałem wojsk szybkich, pół roku później został dowódcą 11 Dywizji Pancernej, wchodzącej w skład Grupy Armii Południe. W sierpniu 1942 roku awansowany do stopnia generała majora, 1 stycznia 1943 roku do stopnia generała porucznika. W międzyczasie otrzymał Liście Dębu i Miecze do swojego Krzyża Rycerskiego. W marcu 1943 roku przeniesiony do rezerwy, ale podczas powrotu do Niemiec przyznano mu dowództwo nad Dywizją Großdeutschland. We wrześniu 1943 roku objął dowodzenie nad XIV Korpusem Pancernym pod Salerno.
Z początkiem listopada 1943 roku został mianowany generałem wojsk pancernych i wyjechał na front wschodni, gdzie przejął XXXXVIII Korpus Pancerny. W sierpniu dowodził 4 Armią Pancerną, w tym samym miesiącu udekorowany Brylantami do Krzyża Rycerskiego. Miesiąc później został dowódcą Grupy Armii G na zachodzie. Po odwrocie części swych oddziałów przerzucony do Budapesztu, gdzie objął dowodzenie nad 6 Armią. Armia ta, wraz z 1 i 3 Armiami węgierskimi, zwana jest też Grupą Armijną Balck. Po zakończeniu walk armii tej udało wycofać się do Styrii i oddać Amerykanom w niewolę. 
Po wojnie w 1948 roku został skazany na 3 lata więzienia, odsiedział połowę wyroku.

## Odznaczenia
- Order Hohenzollernów z mieczami
- Bawarski wojskowy Krzyż Zasługi z mieczami
- Krzyż Zasługi Wojskowej III klasy
- Bułgarski medal Dzielnego Żołnierza III klasy z mieczami
- Złota Odznaka za Rany
- Odznaka pancerna w srebrze
- Krzyż Żelazny II i I klasy
- Krzyż Rycerski Krzyża Żelaznego z Liśćmi Dębu, Mieczami i Brylantami
  - Krzyż Rycerski (3 czerwca 1940)
  - 155. Liście Dębu (20 grudnia 1942)
  - 25. Miecze (4 marca 1943)
  - 19. Brylanty (31 sierpnia 1944)